# کشتی اقیانوس‌پیما

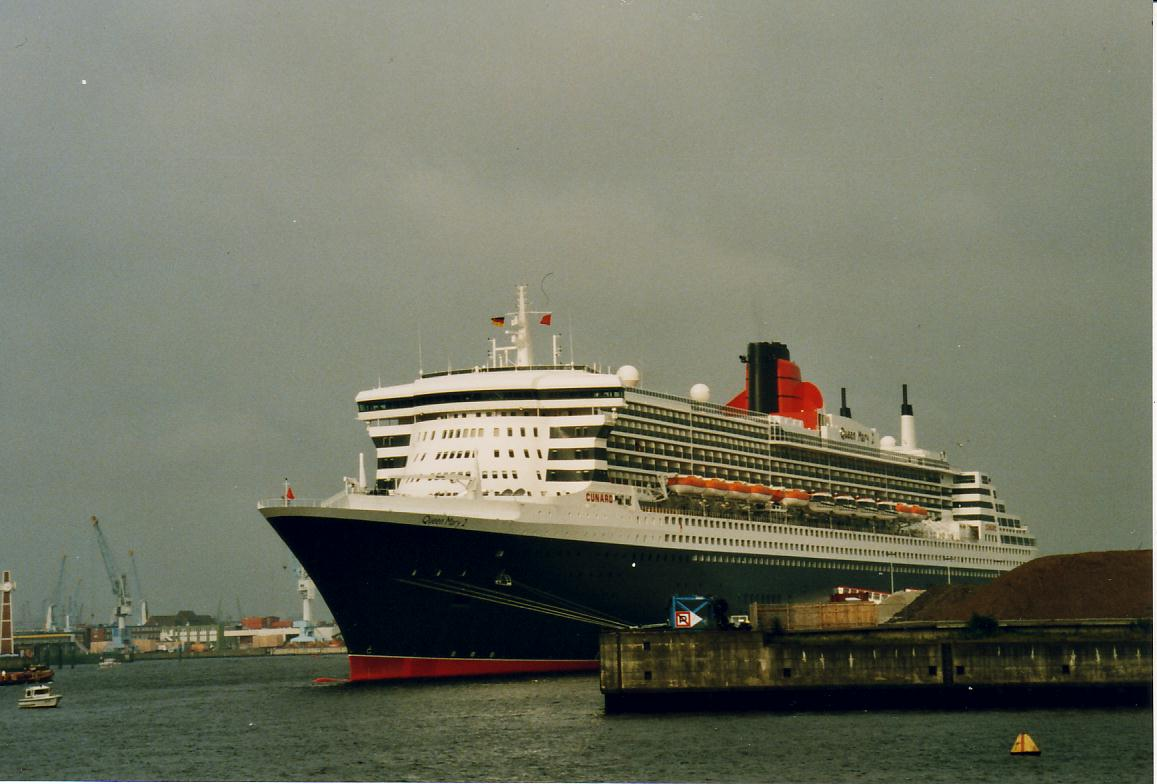
اقیانوس پیمای کوئین مری ۲.

کشتی اقیانوس‌پیما گونه‌ای کشتی مسافربری است که برای ترابری مسافران از یک بندر دریاهای آزاد به بندری دیگر در مسافت‌های طولانی و بنا بر جدول زمانی تعیین‌شده‌ای استفاده می‌شود. اقیانوس‌پیماها ممکن است برای مقاصد دیگر همچون جابه‌جایی نامه‌ها، کالاها و گشت‌وگذار و تفریح نیز استفاده شوند.
کشتی‌های باری که طبق برنامه حرکت می‌کنند، گاهی لاینر نیز نامیده می‌شوند. این دسته شامل کشتی‌هایی که در تجارت در دریای کوتاه مشغول هستند، یا کشتی‌های کروز اختصاصی که خود سفر، و نه حمل‌ونقل، هدف اصلی سفر است، نمی‌شود. همچنین شامل بخاری‌های ولگرد، حتی آنهایی که برای جابجایی تعداد محدودی از مسافران مجهز هستند، نمی‌شود. برخی از شرکت‌های حمل و نقل خود را به عنوان «خطوط» و کشتی‌های کانتینری خود را، که اغلب در مسیرهای تعیین شده بر اساس برنامه‌های تعیین شده فعالیت می‌کنند، به عنوان «لاینر» یاد می‌کنند.
کشتی‌های اقیانوس پیما معمولاً به شدت با تخته آزاد بالا ساخته می‌شوند تا در برابر دریاهای مواج و شرایط نامساعدی که در اقیانوس‌های آزاد با آن مواجه می‌شوند، مقاومت کنند. علاوه بر این، آنها اغلب با پوشش بدنه ضخیم‌تری نسبت به کشتی‌های کروز طراحی می‌شوند و ظرفیت‌های زیادی برای سوخت، غذا و سایر مواد مصرفی در سفرهای طولانی دارند.
اولین کشتی‌های اقیانوس پیما در اواسط قرن نوزدهم ساخته شدند. نوآوری‌های تکنولوژیکی مانند موتور بخار و بدنه فولادی باعث شد تا کشتی‌های بزرگ‌تر و سریع‌تر ساخته شوند و رقابت بین قدرت‌های جهانی آن زمان، به‌ویژه بین بریتانیا، امپراتوری آلمان و تا حدودی فرانسه به وجود آمد. زمانی که شکل غالب سفر بین قاره‌ها بود، کشتی‌های اقیانوس پیما با ظهور هواپیماهای مسافت طولانی پس از جنگ جهانی دوم تا حد زیادی منسوخ شدند. پیشرفت در تکنولوژی خودرو و راه‌آهن نیز نقش داشت. پس از بازنشستگی ملکه الیزابت ۲ در سال ۲۰۰۸، تنها کشتی که هنوز به عنوان یک کشتی اقیانوس پیما در خدمت است RMS Queen Mary 2 است.

## بررسی اجمالی
کشتی‌های اقیانوس پیما برای بیش از یک قرن، از اواسط قرن نوزدهم تا زمانی که در دهه ۱۹۵۰ جایگزین هواپیماهای مسافربری شدند، روش اصلی سفرهای بین قاره ای بودند. علاوه بر مسافران، خطوط هوایی، پست و محموله حمل می‌کردند. کشتی‌هایی که برای حمل پست سلطنتی بریتانیا قرارداد بسته بودند از نام RMS استفاده می‌کردند. لاینرها نیز روش ترجیحی برای جابجایی طلا و سایر محموله‌های با ارزش بودند.
شلوغ‌ترین مسیر برای کشتیرانی در اقیانوس اطلس شمالی با کشتی‌هایی بود که بین اروپا و آمریکای شمالی حرکت می‌کردند. در این مسیر بود که سریع‌ترین، بزرگ‌ترین و پیشرفته‌ترین کشتی‌های لاینر سفر کردند، اگرچه بیشتر کشتی‌های اقیانوس‌پیما از لحاظ تاریخی، کشتی‌هایی با اندازه متوسط بودند که به عنوان حامل مشترک مسافر و بار بین ملت‌ها و در بین کشورهای مادر و مستعمرات و وابستگان آنها در دوران پیش از آن عمل می‌کردند. -سن جت این مسیرها شامل اروپا به مستعمرات آفریقایی و آسیایی، اروپا به آمریکای جنوبی و ترافیک مهاجران از اروپا به آمریکای شمالی در قرن نوزدهم و دو دهه اول قرن بیستم و به کانادا و استرالیا پس از جنگ جهانی دوم بود.
خطوط کشتیرانی شرکت‌هایی هستند که در حمل و نقل مسافران و محموله‌ها، اغلب در مسیرها و برنامه‌های مشخص، مشغول هستند. سفرهای برنامه‌ریزی شده منظم در یک مسیر تعیین شده، «سفرهای خطی» نامیده می‌شوند و کشتی‌ها (مسافری یا باری) که در این مسیرها به یک جدول زمانی تجارت می‌کنند، لاینر می‌گویند. جایگزین تجارت لاینر «ترامپینگ» است که به موجب آن کشتی‌ها به‌طور موقت از در دسترس بودن محموله‌ای برای حمل و نقل مطلع می‌شوند. (در استفاده قدیمی تر، «لاینر» به کشتی‌های خط، یعنی کشتی‌های خط نبرد نیز گفته می‌شد اما این استفاده اکنون نادر است) اصطلاح «خط اقیانوس» به جای «خط مسافری» استفاده می‌شود. اگرچه می‌تواند به یک لاینر بار یا لاینر بار-مسافر اشاره کند.
ظهور عصر جت و کاهش خدمات کشتی‌های بین اقیانوسی باعث انتقال تدریجی کشتی‌های مسافربری به کشتی‌های کروز مدرن به عنوان وسیله حمل و نقل شد. برای اینکه کشتی‌های اقیانوس پیما سودآور باقی بمانند، خطوط کروز برخی از آنها را تغییر دادند تا در مسیرهای کشتیرانی مانند SS France فعالیت کنند. برخی از ویژگی‌های کشتی‌های اقیانوس پیما که قدیمی‌تر هستند، آنها را برای سفرهای دریایی نامناسب کرده‌است، مانند مصرف سوخت بالا، کشش عمیق که مانع از ورود آنها به بنادر کم عمق می‌شود، و کابین‌هایی (اغلب بدون پنجره) که برای به حداکثر رساندن تعداد مسافران به جای راحتی طراحی شده‌اند. SS Michelangelo و SS Raffaello متعلق به خطوط ایتالیایی، آخرین کشتی‌های اقیانوس پیما که عمدتاً برای عبور از اقیانوس اطلس شمالی ساخته شده‌اند، از نظر اقتصادی قابل تغییر نبودند و شغل کوتاهی داشتند.

## نگارخانه

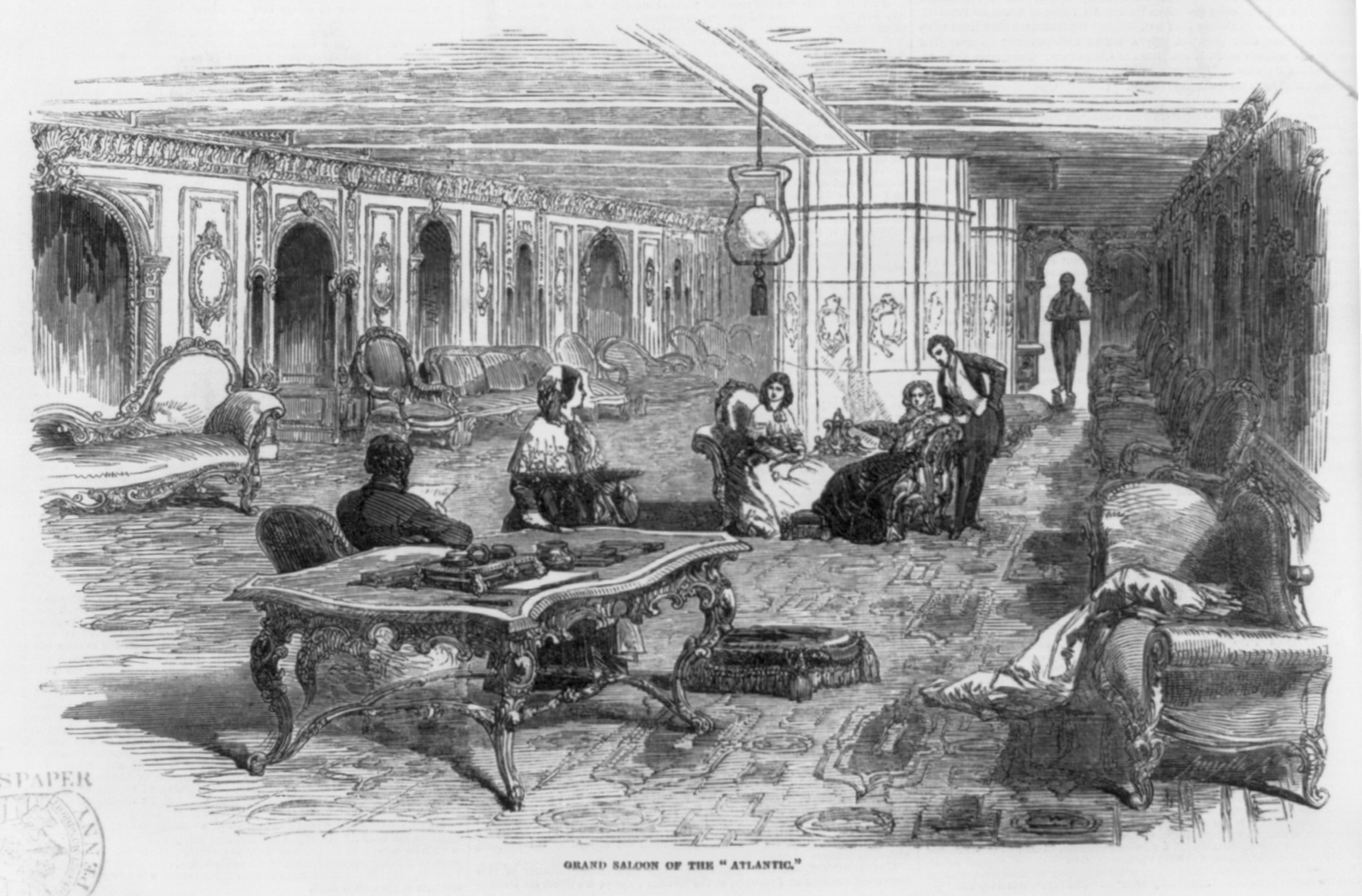
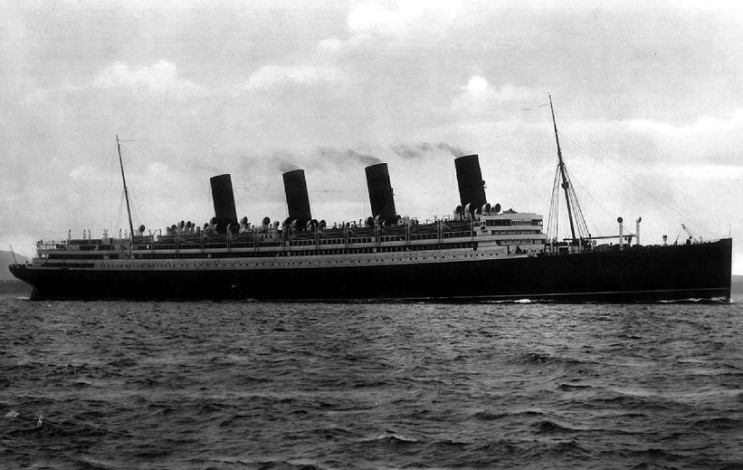
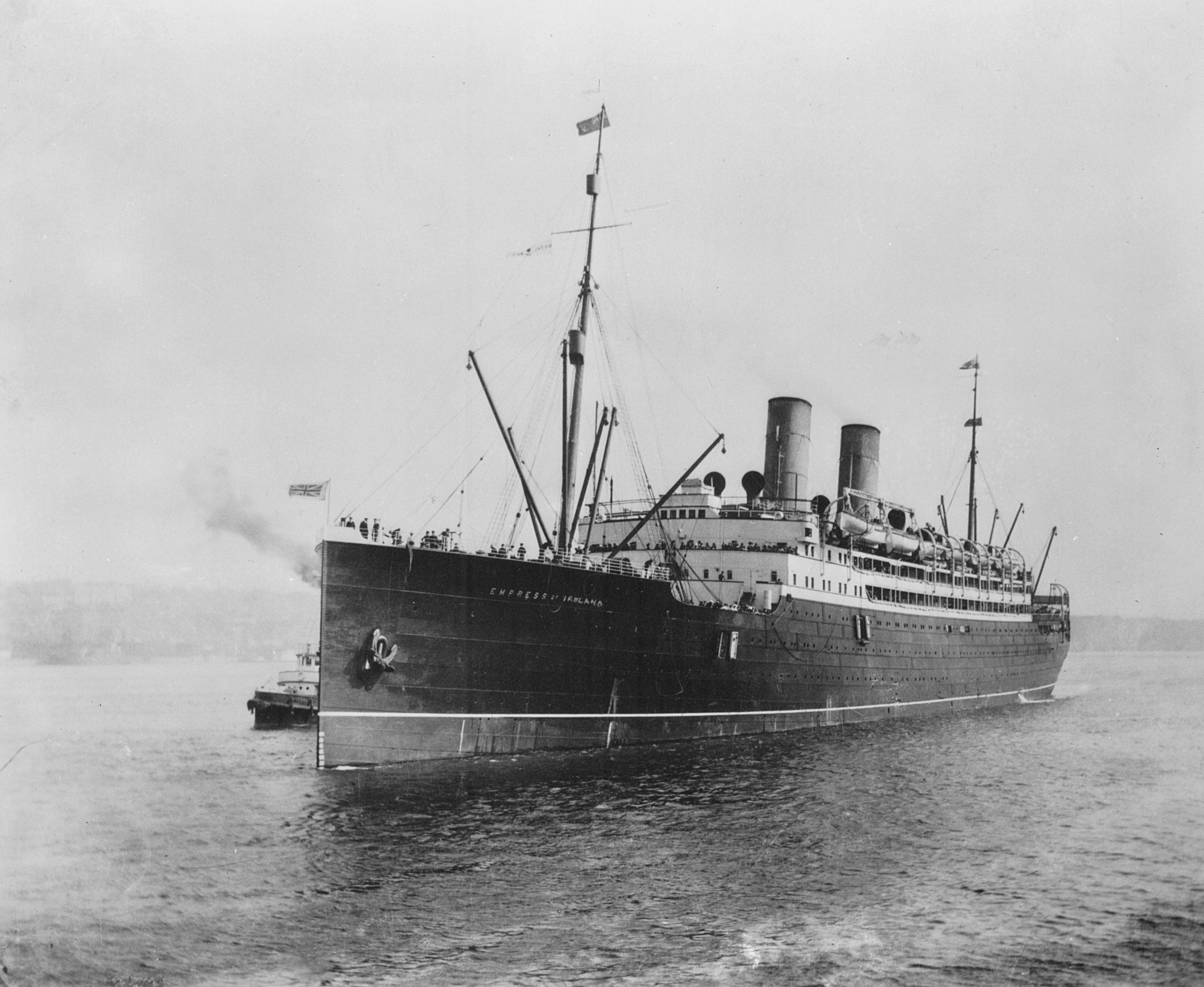
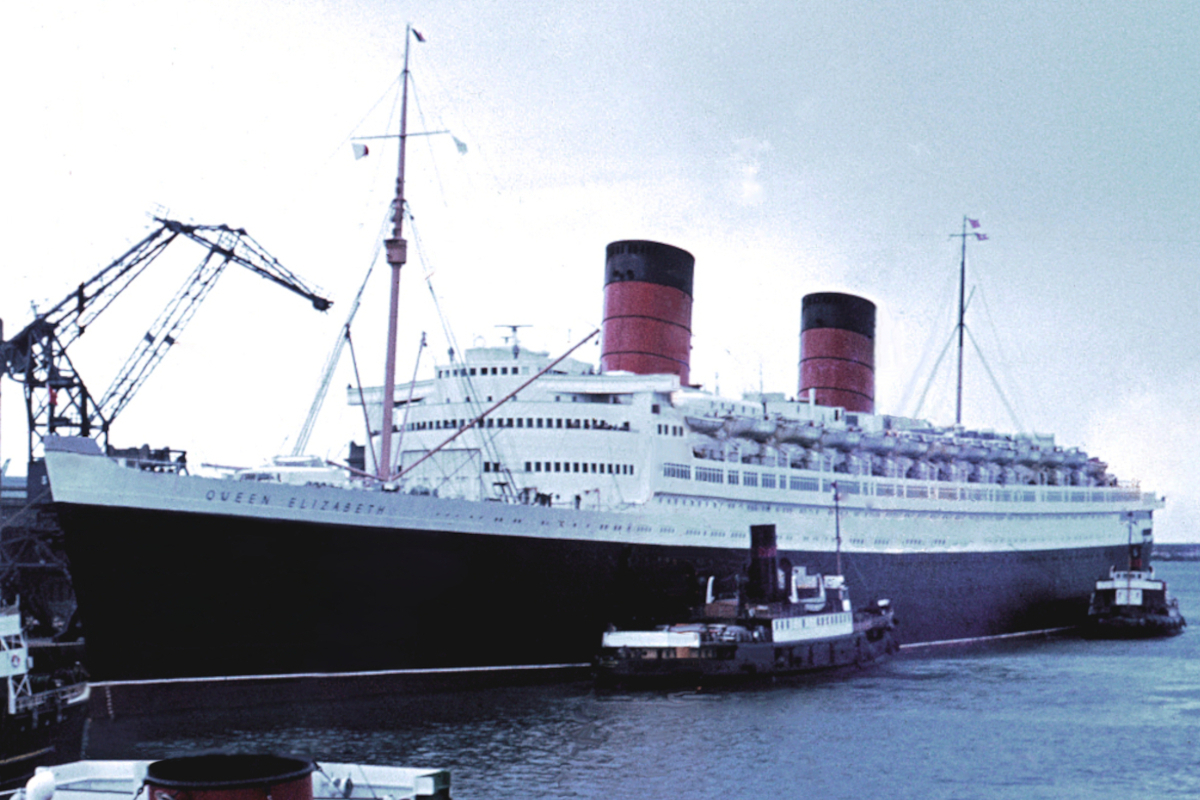